# Premeno

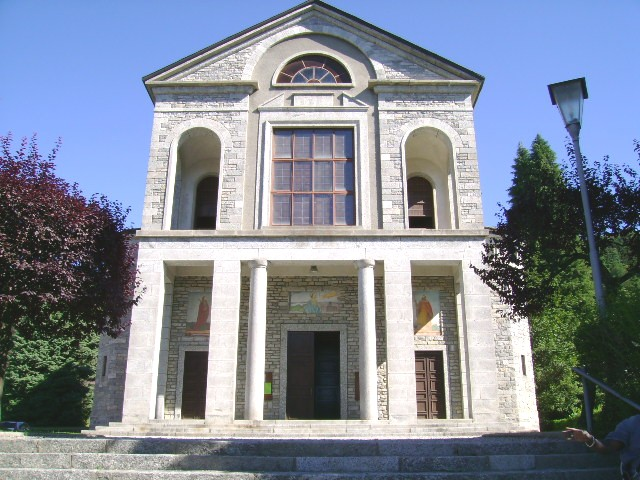
Pfarrkirche Santa Margherita

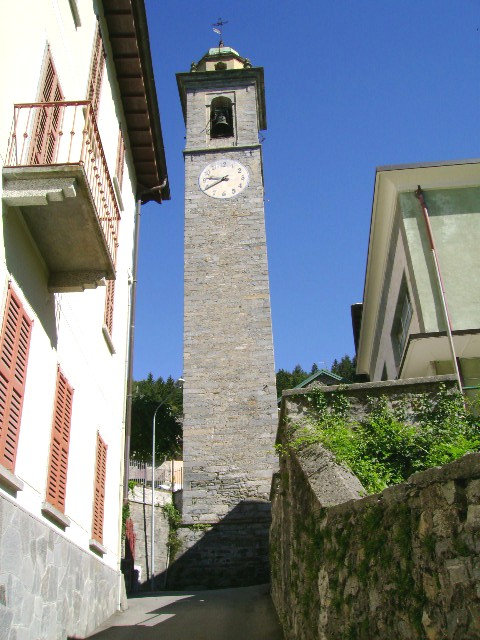
Der Campanile

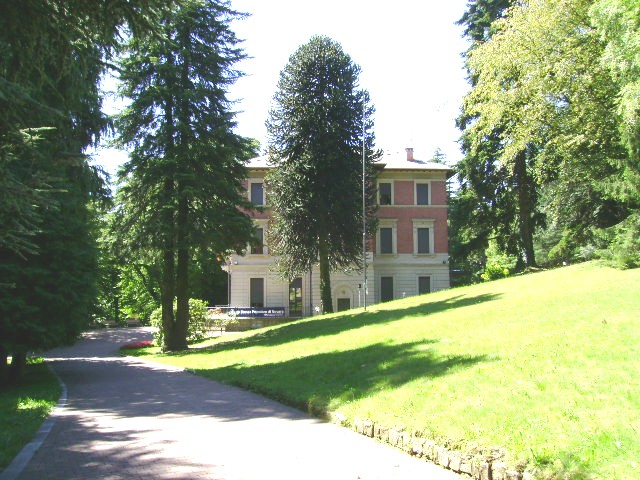
Villa Bernocchi

Premeno ist eine Gemeinde in der italienischen Provinz Verbano-Cusio-Ossola (VB) in der Region Piemont.

## Lage und Einwohner
Premeno liegt 12 km nordöstlich von der Provinzhauptstadt Verbania entfernt und umfasst eine Fläche von 7 km². Zu Premeno gehören die Fraktionen Esio, Pian di Sole und Pollino die zusammen 775 Einwohner (Stand 31. Dezember 2023) haben.
Die Nachbargemeinden sind Aurano, Bee, Ghiffa, Intragna, Oggebbio und Vignone.

## Geschichte
Die Fraktion Esio (im lokalen Dialekt Ies), auf einer Höhe von 700 m ü. M. gelegen, ist der Weiler von Premeno, der sich am weitesten vom historischen Zentrum entfernt ist. Er bildete bis zur 1. Hälfte des 20. Jahrhunderts eine eigenständige Gemeinde. Das Dorf wurde um das 17. Jahrhundert als eigenständige Gemeinde gegründet und hat im Laufe ihrer Geschichte nie den Einfluss des Tourismus gespürt. Bis Anfang 20. Jahrhundert waren hier mehrere Tavernen, in denen die Wanderer, die das Tal durchquerten, untergebracht wurden. Das Dorf hat etwa 150–200 Einwohner und besteht aus Steinhäusern und engen Gassen.
Von 1926 bis 1959 war die Bahnstrecke Intra-Premeno in Betrieb. Die Eisenbahn war eine Meterspurbahn, die Premeno mit Arizzano, Bee und dem Zentrum von Intra, einem Ortsteil von Verbania verband. Die Strecke war 13 km lang und hatte neun Haltestellen. Sie überwand einen Höhenunterschied von 582 m.

## Sehenswürdigkeiten
- Pfarrkirche Santa Margherita d’Antiochia, erbaut um 1550, renoviert 1732.
- Glockenturm, eingeweiht am 21. August 1788
- Oratorio Madonna delle Grazie, erbaut 1623, auf dem Weg zum Ortsteil Tornicco.
- Villa Bernocchi, einst Wohnsitz der Familie Antonio Bernocchis, heute Sitz des Literaturpreises Villa Bonomi,
- Villa Giulia und Villa Mangiagalli; letztere war Wohnsitz Luigi Mangiagallis, des Gründers des gleichnamigen Krankenhauses in Mailand und erster Rektor der Universität Mailand (La Statale) 1923.

## Wintersport
Es gibt zwei Skilifte, genannt Rieno und Baby Genzianella, von der Firma Leitner im Jahr 1982 gebaut. Obwohl die Fraktion Pian di sole  auf einer sehr bescheidenen Höhe liegt, hat sie es geschafft, zu überleben, obwohl sie vor allem in den 1990er Jahren oft schneearme Jahre verbrachte. Im 3. Jahrtausend schloss sich das Resort dem Projekt Neveazzurra an, was zu einer verstärkten Zusammenarbeit zwischen den Wintersportorten des VCO führte. Die kleine Station ist auch mit einem guten Kunstschneesystem ausgestattet, darunter 6 Schneekanonen. Dank dieser Investition ist es dem Standort gelungen, die Öffnung auch in schneearmen Wintern zu gewährleisten.
In der Saison 2008–2009 konnte der Skiort dank der Schneelage einige Trainingseinheiten des italienischen National Special Slalom mit Athleten wie Giorgio Rocca, Giuliano Razzoli und Manfred Mölgg durchführen.